# Aeroportul Angoulême – Brie – Champniers
Aeroportul Angoulême – Brie – Champniers (IATA: ANG, ICAO: LFBU) este un aeroport din Champniers, Charente, Charente, Nouvelle-Aquitaine, Franța metropolitană, Franța ce deservește zona Angoulême. Aeroportul a fost tranzitat în 2016 de 1.707 pasageri. A fost numit după zona deservită.
Situat la o altitudine de 133 m, aeroportul dispune de o singură pistă. Este operat de SNC-Lavalin⁠(d).